# Dziennik sierżanta Fridaya
Dziennik sierżanta Fridaya (ang. Dragnet) – amerykańska komedia sensacyjna z 1987 roku w reżyserii Toma Mankiewicza. Film oparty na serialu telewizyjnym i słuchowisku radiowym.

## Fabuła
Detektyw Joe Friday (Dan Aykroyd) prowadzi śledztwo w sprawie rytualnych morderstw. Pomaga mu młody Pep Streebek (Tom Hanks). Trop prowadzi do telewizyjnego kaznodziei Jonathana Whirleya (Christopher Plummer). Kolejną ofiarą zabójcy ma być Connie Swail (Alexandra Paul), w której Friday jest zakochany.

## Obsada
- Dan Aykroyd jako sierżant Joe Friday
- Tom Hanks jako Pep Streebek
- Christopher Plummer jako Jonathan Whirley
- Alexandra Paul jako Connie Swail
- Harry Morgan jako kapitan Bill Gannon
- Jack O’Halloran jako Emil Muzz
- Elizabeth Ashley jako Jane Kirkpatrick
- Dabney Coleman jako Jerry Caesar
- Kathleen Freeman jako Enid Borden
- Bruce Gray jako burmistrz Peter Parvin
- Lenka Peterson jako Granny Mundy